# (5391) Emmons
(5391) Emmons (1985 RE2) – planetoida z grupy pasa głównego asteroid okrążająca Słońce w ciągu 3,4 lat w średniej odległości 2,26 j.a. Odkryta 13 września 1985 roku.